# Qiandeng (köpinghuvudort i Kina, Jiangsu Sheng, lat 31,27, long 121,00)
Qiandeng är en köpinghuvudort i Kina. Den ligger i provinsen Jiangsu, i den östra delen av landet, omkring 230 kilometer sydost om provinshuvudstaden Nanjing. Antalet invånare är 92 940. Befolkningen består av 43 778 kvinnor och 49 162 män. Barn under 15 år utgör 6,0 %, vuxna 15-64 år 85 %, och äldre över 65 år 8,0 %.
Runt Qiandeng är det mycket tätbefolkat, med 1 095 invånare per kvadratkilometer. Närmaste större samhälle är Anting, 15,6 km öster om Qiandeng. Trakten runt Qiandeng består till största delen av jordbruksmark.
Genomsnittlig årsnederbörd är 1 436 millimeter. Den regnigaste månaden är augusti, med i genomsnitt 208 mm nederbörd, och den torraste är januari, med 53 mm nederbörd.